# Gare de Minami-Koshigaya
La gare de Minami-Koshigaya  (南越谷駅, Minami-Koshigaya-eki) est une gare ferroviaire de la ville de Koshigaya, dans la préfecture de Saitama au Japon. La gare est gérée par la compagnie JR East.

## Situation ferroviaire
La gare de Minami-Koshigaya  est située au point kilométrique (PK) 72,3 de la ligne Musashino.

## Histoire
La gare de Minami-Koshigaya a été inaugurée le 1er avril 1973.

## Service des voyageurs

### Accueil
La gare dispose d'un bâtiment voyageurs, avec guichet, ouvert tous les jours.

### Desserte
- Ligne Musashino :
  - voie 1 : direction Fuchū-Hommachi
  - voie 2 : direction Nishi-Funabashi

### Intermodalité
La gare de Shin-Koshigaya de la ligne Tōbu Skytree est située à proximité immédiate.